# Colgate-Palmolive
Công ty Colgate-Palmolive là một công ty đa quốc gia của Mỹ chuyên về sản phẩm tiêu dùng tập trung vào việc sản xuất, phân phối và cung cấp cho các hộ gia đình các sản phẩm chăm sóc sức khỏe và các sản phẩm cá nhân, chẳng hạn như xà phòng, chất tẩy rửa, và các sản phẩm vệ sinh răng miệng (bao gồm cả kem đánh răng và bàn chải đánh răng). Dưới thương hiệu "Hill", hãng cũng là một nhà sản xuất các sản phẩm thú y. Văn phòng công ty của công ty đóng tại on Park Avenue ở Midtown Manhattan, New York City.
Năm 1806, William Colgate, một nhà sản xuất xà phòng và nến người Anh, mở ra một nhà máy tinh bột, xà phòng và nến trên đường Hà Lan tại Thành phố New York dưới cái tên "William Colgate & Company".